# 금반언의 원칙
금반언의 원칙(禁反言의 原則, (estoppel))은 이미 표명한 자기의 언행에 대하여 이와 모순되는 행위를 할 수 없다는 원칙을 말한다. 모순된 선행행위를 한 자는 그에 대한 책임을 부담하여야 한다는 의미이다.
영미법에서 "estoppel의 법리"로 발전된 것이 독일법에 수용되어 "선행행위와 모순되는 행위의 금지"가 되었다. 다시 독일법 이론이 한국에 수용되어 신의성실의 원칙의 발현형태로서 인정되고 있다.

## 모순행위금지의 원칙
- 강행법규에 위반하여 무효인 수익보장약정이 투자신탁회사가 먼저 고객에게 제의를 함으로써 체결된 것이라고 하더라도, 이러한 경우에 강행법규를 위반한 투자신탁회사 스스로가 그 약정의 무효를 주장함이 신의칙에 위반되는 권리의 행사라는 이유로 그 주장을 배척한다면, 이는 오히려 강행법규에 의하여 배제하려는 결과를 실현시키는 셈이 되어 입법취지를 완전히 몰각하게 되므로, 달리 특별한 사정이 없는 한 위와 같은 주장이 신의성실의 원칙에 반하는 것이라고 할 수 없다.[1]

## 참고 문헌
- 강원진, 무역영어 - 제3판, 박영사, 2004. (ISBN 8910452048)

## 참고 자료
- 네이버 용어사전 - 금반언의 원칙

## 같이 보기
- 신의칙
- 대한민국 민법 제452조 양도통지와 금반언